# Amelia Cuñat y Monleón
Amelia Cuñat y Monleón (Valencia, 10 de marzo de 1878 - Valencia, 8 de junio de 1946 ) fue una dibujante, ceramista y coleccionista española.

## Biografía

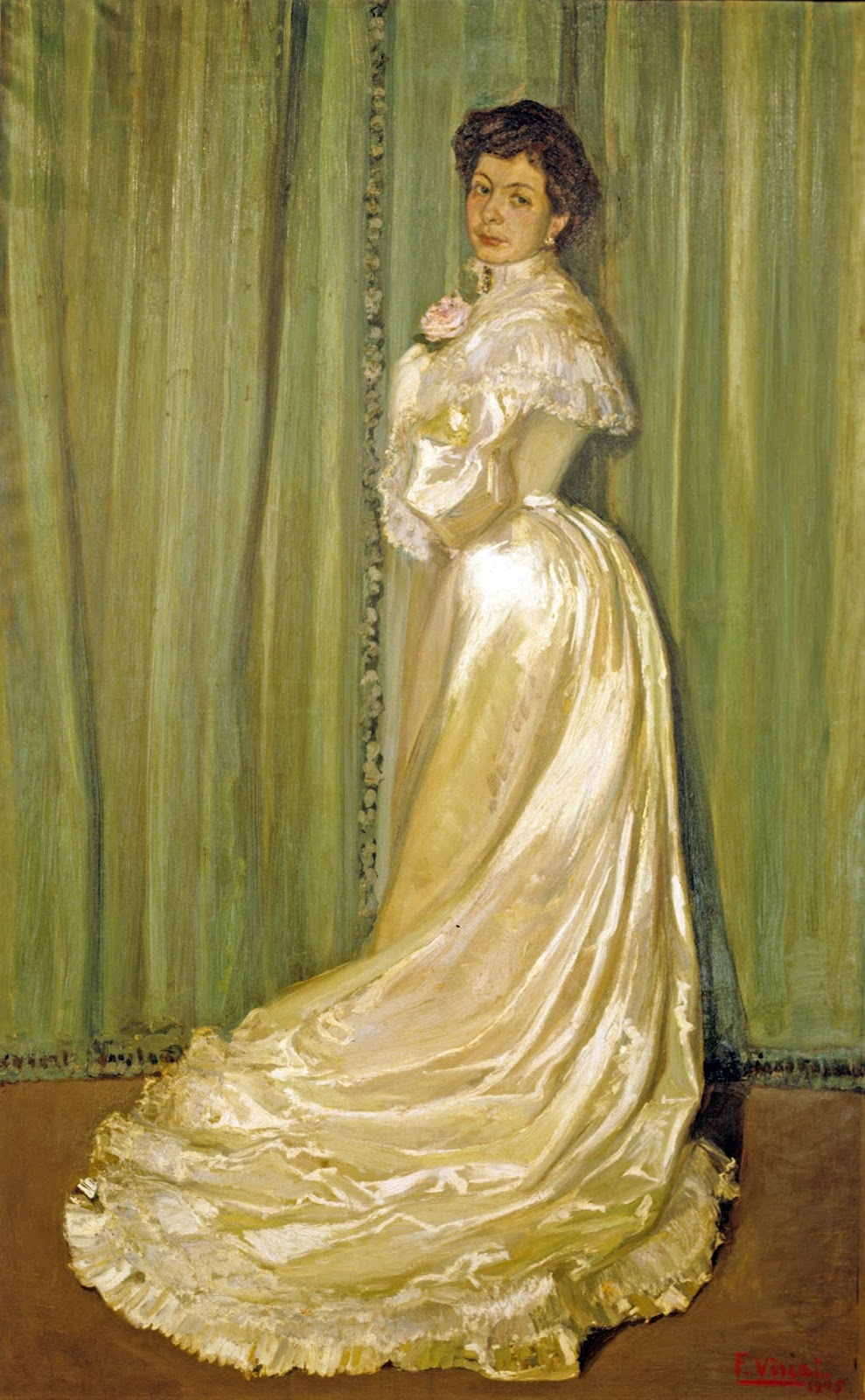
Retrato de 1905 de Amelia Cuñat Monleón por Fernando Viscaí Albert.

Amelia Cuñat y Monleón nació el 10 de marzo de 1878 en Valencia, hija de Teresa Monleón y Rimbau. Era nieta del arquitecto y fabricante de azulejos Sebastián Monleón y Estellés, y de la actriz Rafaela Rimbau y Sáez, y sobrina del paisajista Rafael Monleón y Torres y del escritor Enrique Gaspar y Rimbau. De familia burguesa muy relacionada con el mundo artístico, tuvo un papel decisivo en el ámbito de las relaciones de su esposo Manuel González Martí (1877-1972), con el que contrajo matrimonio en la Basílica de la Virgen de los Desamparados, el 30 de mayo de 1904.
Dibujante y ceramista, también sentía pasión por la historia de la cerámica de la que fue estudiosa, adquiriendo además una impresionante colección de azulejos. Colaboró con la Escuela de Cerámica de Manises, fundada en 1916 y dirigida por su marido entre los años 1923 a 1947.